# Хајтерсхајм
Хајтерсхајм (њем. Heitersheim) град је у њемачкој савезној држави Баден-Виртемберг. Једно је од 50 општинских средишта округа Брајсгау-Хохшварцвалд. Према процјени из 2010. у граду је живјело 6.040 становника. Посједује регионалну шифру (AGS) 8315050.

## Географски и демографски подаци
Хајтерсхајм се налази у савезној држави Баден-Виртемберг у округу Брајсгау-Хохшварцвалд. Град се налази на надморској висини од 254 метра. Површина општине износи 11,7 km². У самом граду је, према процјени из 2010. године, живјело 6.040 становника. Просјечна густина становништва износи 516 становника/km².

## Међународна сарадња
| Мјесто  | Држава   | Врста сарадње | Од    |
| ------- | -------- | ------------- | ----- |
| Ванданс | Аустрија | партнерство   | 1991. |
| Извор   |          |               |       |